# Enrique Rojas
Enrique Rojas (1988) è un tuffatore venezuelano.

## Biografia
Ha partecipato ai campionati mondiali di nuoto di Roma 2009, gareggiando nella piattaforma 10 metri e nel sincro 10 metri al fianco del connazionale Edickson Contreras, ed in entrambi casi non ha superato il preliminare. 
Ai Giochi panamericani di Guadalajara 2011 ha concluso al nono posto nella piattaforma 10 metri. Nel sincro 10 metri è giunto settimo sempre con Edickson Contreras.  
Ai mondiali di Shanghai 2011 si è piazzato venticinquesimo nella piattaforma 10 metri e quindicesimo nel sincro 10 metri, ancora una volta con Edickson Contreras.